# Else Yeo
Else Yeo (* 5. April 1920 in Köln; † 2016) war eine Musiklehrerin und Historikerin. Sie lebte in Leverkusen.

## Leben
Yeo studierte am Musiklehrerseminar in Köln mit dem Hauptfach Gesang. Gleichzeitig erhielt sie eine Ausbildung in Kirchenmusik. Als Musiklehrerin arbeitete sie sowohl an mehreren Schulen als auch privat. Für den NWDR, Abteilung Volksmusik, war sie als Gitarristin und Programmgestalterin tätig.
1962 wurde Yeo Mitglied in der Musicalischen Academie von 1812 zu Burscheid, deren Gründer Jacob Salentin von Zuccalmaglio war. Sie kam als Archivarin des Orchesters mit den Dokumenten des Gründers zu ihren weiteren Forschungsarbeiten über die Mitglieder der Familie von Zuccalmaglio. Insgesamt widmete sie diesem Thema neun Bücher und mehrere Einzelschriften. Daneben hielt sie zahlreiche Vorträge zu verschiedenen Einzelthemen.

## Mitgliedschaften
- Bergischer Geschichtsverein Niederwupper e.V.
- Geschichtsverein Grevenbroich e.V.

## Auszeichnungen
- Ehrenmitglied der Musicalischen Academie von 1812 zu Burscheid
- Ehrenmitglied im Bergischen Geschichtsverein Niederwupper e.V.
- Rheinlandtaler 1994

## Schriften
- Es grüßt Dich Dein getreuer…. Handgeschriebene Briefe aus vier Generationen der Familie von Zuccalmaglio, Leverkusen o. J.
- Anton Wilhelm von Zuccalmaglio. Begleitheft zur Ausstellung und Nachlassverzeichnis, Aachen 1990.
- Anton Wilhelm von Zuccalmaglio, Erinnerungen, Band 1, Kindheit und Jugend, Nach der Studentenzeit. Bonn 1988, ISBN 3-926439-01-7.
- Anton Wilhelm von Zuccalmaglio, Erinnerungen, Band 2, Die Zeit in Warschau. Bonn 1990, ISBN 3-926439-02-5.
- Anton Wilhelm von Zuccalmaglio, Erinnerungen, Band 3, Zeit der Entdeckungen. Bonn 1991, ISBN 3-926439-03-3.
- Eduard Baumstark und die Brüder Zuccalmaglio. Drei Volksliedsammler, Köln, 1993, ISBN 3-925366-14-8.
- A. W. von Zuccalmaglio, Klingende Balalaika. Russische und polnische Volkslieder (1832 – 1840), Köln 1996, ISMN M-2020-0354-1
- Überall und nirgendwo, Das unruhige Leben des Wilhelm Anton von Zuccalmaglio, der sich selbst Wilhelm von Waldbrühl nannte. Bergischer Geschichtsverein Rhein-Berg e.V., Köln 1999, ISBN 3-932326-26-1.
- Unser Fuhrmann Dures. Ein Bergisches Lesebuch mit Liedern, Leverkusen 2000, ISBN 3-00-006274-2.